# Isao Taniguchi
Isao Taniguchi (谷口 功 Taniguchi Isao?), född 16 februari 1991 i Osaka prefektur, är en japansk fotbollsspelare.
Taniguchi började sin karriär 2013 i Giravanz Kitakyushu. 2014 flyttade han till Kagoshima United FC. Han spelade 80 ligamatcher för klubben.